# Diego Andréi Mejía
Diego Andréi Mejía Campo (Querétaro, México, 12 de octubre de 1983) es un exfutbolista y entrenador mexicano. Actualmente dirige al Atlético Ottawa de la Canadian Premier League. 

## Trayectoria
Mejía comenzó su carrera como jugador profesional en el 2003 con Celaya y jugó para varios equipos en la segunda división Mexicana. El salto en el más alto de la liga mexicana logró sólo 4 veces : primero en el Clausura 2007 con Irapuato, clausura 2012 para Monarcas Morelia, en la temporada 2015/16 para Dorados de Sinaloa , con el cual y en la temporada 2014/15 ganó la segunda división ascendiendo a la primera división. Dos años antes ya había ganado con el Toros Neza el campeonato de segunda división en el Apertura 2012  pero logró el ascenso final con su equipo.
Su retiro futbolístico lo hace con Monarcas Morelia en el cual pasó sus últimos dos años de jugador profesional 
Campeón de ascenso con Queretaro y Dorados de Sinaloa y múltiple campeón de liga de ascenso.
Después de su retiro desempeñó el puesto de scouter para el Manchester City y posteriormente tuvo formación Europea como entrenador, trabajando como asesor táctico de entrenadores y jugadores de ligas europeas. Mejía llegó al FC Juárez en enero de 2021 como auxiliar técnico y ha trabajado con Luis Fernando Tena (10 partidos), Alfonso Sosa (7 partidos), Ricardo Ferretti (34 partidos) y Hernán Cristante (31 partidos). El 4 de abril de 2023, fue oficializado como entrenador del FC Juárez, en sustitución de Hernán Cristante en las últimas 4 fechas del torneo, logrando  salvar  al equipo de la multa administrativa por 1ra vez en su corta historia en Liga MX. Al siguiente torneo logra calificar en la 1ra edición de Leagues Cup ganando de visita a Austin FC.
Consiguio por 1ra vez en la historia de la franquicia ser líderes generales de la Liga MX, así como el récord de victorias en un torneo para el equipo FC Juárez. 
Fue destituido el 30 de enero de 2024.
El 27 de diciembre de 2024, asumió al frente del Atlético Ottawa.

## Clubes

### Como jugador
| Club                             | País   | Año       |
| -------------------------------- | ------ | --------- |
| Celaya                           | México | 2003-2004 |
| Irapuato                         | México | 2004      |
| Celaya                           | México | 2005      |
| Queretaro                        | México | 2005-2006 |
| León                             | México | 2006-2007 |
| Dorados                          | México | 2007      |
| Tijuana                          | México | 2008      |
| Tiburones Rojos de Coatzacoalcos | México | 2008      |
| Orizaba                          | México | 2009      |
| Dorados                          | México | 2009-2010 |
| Atlante UTN                      | México | 2011      |
| Neza FC                          | México | 2011      |
| Monarcas Morelia                 | México | 2012      |
| Neza FC                          | México | 2012-2013 |
| Delfines                         | México | 2013-2014 |
| Dorados                          | México | 2014-2016 |
| Monarcas Morelia                 | México | 2016-2018 |

### Como entrenador
| Club            | País   | Año           |
| --------------- | ------ | ------------- |
| FC Juárez       | México | 2023-2024     |
| Atlético Ottawa | Canadá | 2024-presente |